# كاترين مورغان
كاترين مورغان (بالإنجليزية: Catherine Morgan)‏ هي مؤرخة بريطانية، ولدت في 9 أكتوبر 1961.